# Steven Wood
Steven Wood (?, 17 de março de 1961 — Brisbane, Queensland, 23 de novembro de 1995) foi um canoísta australiano especialista em provas de velocidade.

## Carreira
Foi vencedor da medalha de bronze em K-4 1000 m em Barcelona 1992, junto com os seus colegas de equipa Kelvin Graham, Ian Rowling e Ramon Andersson.